# حصار روبي ريدج
كان حصار روبي ريدج مواجهةً مسلّحة وقعت في أغسطس 1992 بين أفراد من عائلة ويفر والسلطات الفيدرالية الأمريكية، وذلك في كوخ ناءٍ يقع في مقاطعة باونداري بولاية أيداهو. بدأت الأحداث في 21 أغسطس، عندما توجّه عناصر من خدمة المارشالات الأمريكية لإلقاء القبض على راندي ويفر بموجب مذكرة توقيف غيابية، إثر تغيّبه عن جلسة محكمة اتحادية تتعلّق باتهامات ببيع أسلحة نارية، إذ تبيّن لاحقًا أنه تلقى موعدًا خاطئًا للجلسة. وتعود تلك التهم إلى قيامه ببيع بندقية قصيرة الماسورة لعميل سري يعمل لصالح إحدى الوكالات الفيدرالية، بعدما تم استدراجه لتعديل السلاح بما يخالف الحد القانوني لطول الماسورة.

## الأحداث
خلال عملية مراقبة للكوخ، أطلق الضابط آرت رودريك النار على كلب الصيد التابع للعائلة بعدما اندفع نحوهم، ثم وجّه سلاحه نحو ابن ويفر البالغ من العمر 14 عامًا، سامي ويفر، الذي كان يحمل بندقية. أطلق سامي النار باتجاه عناصر خدمة المارشالات الأمريكية، فردّوا بإطلاق النار فأصابوه في ظهره وقُتل. في تبادل إطلاق النار ذاته، أطلق كيفن هاريس، صديق العائلة، النار وأردى نائب المارشال ويليام فرانسيس ديغان قتيلاً، رفض راندي ويفر وكيفن هاريس وأفراد الأسرة الاستسلام، ما دفع مكتب التحقيقات الفيدرالي إلى التدخل عبر فريق إنقاذ الرهائن التابع له.
خلال الحصار، أطلق القناص لون هوريوشي، التابع لمكتب التحقيقات الفيدرالي، النار على راندي ويفر، ثم أطلق طلقة ثانية على كيفن هاريس أثناء ركضه نحو المنزل. غير أن الرصاصة أصابت فيكي ويفر، زوجة راندي، التي كانت تقف خلف الباب، فقتلتها بينما كانت تحمل طفلتها الرضيعة. انتهت المواجهة في الأيام اللاحقة بتدخل مفاوضين مدنيين، أبرزهم الناشط بو غريتز، الذين تمكنوا من إقناع المحاصَرين بالاستسلام. سلّم كيفن هاريس نفسه في 30 أغسطس، بينما استسلم راندي ويفر وبناته الثلاث في اليوم التالي.

## الإجراءات القانونية
أُحيل راندي ويفر وكيفن هاريس إلى المحاكمة بتهم فدرالية متعددة، من بينها القتل العمد في قضية مقتل نائب المارشال ويليام فرانسيس ديغان، لكن فريق الدفاع، بقيادة المحامي جيري سبينس، نجح في تبرئتهما من جميع التهم المتعلقة بالحصار، باستثناء إدانة ويفر بانتهاك شروط الكفالة وتغيّبه عن جلسة المحكمة، في أعقاب ذلك، رفعت كل من عائلة ويفر وكيفن هاريس دعاوى مدنية ضد الحكومة الفيدرالية، وحصلا على تسويات مالية بلغت 3.1 مليون دولار لعائلة ويفر، و380,000 دولار لكيفن هاريس.

## ردود الفعل

### ردود الفعل الرسمية
في خريف عام 1995، عقدت اللجنة القضائية الفرعية في مجلس الشيوخ الأميركي لشؤون الإرهاب والتقنية والحكومة جلسات استماع مطوّلة حول الحصار، وأوصت بإجراء إصلاحات شاملة في أداء وكالات إنفاذ القانون الفيدرالية لتفادي تكرار مثل هذه الحوادث. وفي أعقاب المحاكمة، أنشأت وزارة العدل الأمريكية "فرقة عمل روبي ريدج" للتحقيق في المزاعم الموجهة ضد الأجهزة الفيدرالية، وخاصةً فيما يتعلق باستخدام القوة المفرطة.
لاحقًا، في عام 1997، وُجّهت إلى القناص لون هوريوشي، التابع لمكتب التحقيقات الفيدرالي، لائحة اتهام بالقتل غير العمد بسبب دوره في مقتل فيكي ويفر. غير أن المدّعي العام الجديد في مقاطعة باونداري أغلق القضية لاحقًا، معتبرًا أن فرص الإدانة ضعيفة.

## التأثير العام
شكّل حصار روبي ريدج محطة مفصلية في نظرة الرأي العام الأمريكي تجاه سلطة الحكومة الفيدرالية، تصاعدت مشاعر الارتياب والنفور تجاه تدخلات أجهزة إنفاذ القانون. وقد جرى لاحقًا الربط بين هذا الحصار وحصار واكو الذي وقع بعده بعدة أشهر، باعتبارهما مثالين على تجاوزات القوة الفيدرالية. وأشار كلٌّ من الإرهابيين المحليين تيموثي مكفاي وتيري نيكولز، منفذي تفجير مدينة أوكلاهوما عام 1995، إلى هذه الحوادث كمبرر لهجومهما الإرهابي.